# Делмар (Ајова)
Делмар (енгл. Delmar) град је у америчкој савезној држави Ајова. По попису становништва из 2010. у њему је живело 525 становника.

## Демографија
Према попису становништва из 2010. у граду је живело 525 становника, што је 11 (2,1%) становника више него 2000. године.
| Група             | 2000.       | 2010.       |
| Белци             | 509 (99,0%) | 503 (95,8%) |
| Афроамериканци    | 0 (0,0%)    | 8 (1,5%)    |
| Азијати           | 1 (0,2%)    | 1 (0,2%)    |
| Хиспаноамериканци | 3 (0,6%)    | 8 (1,5%)    |
| Укупно            | 514         | 525         |